# Jessica Bowman
Jessica Robyn Bowman (* 26. November 1980 in Walnut Creek, Kalifornien) ist eine US-amerikanische Schauspielerin.
Ihre bekannteste Rolle ist die der Colleen Cooper aus der Fernsehserie Dr. Quinn – Ärztin aus Leidenschaft. Andere Rollen erhielt sie unter anderem in dem Fernsehfilm Frühstück mit Einstein (1998). In dem Film Joyride – Spritztour (2001) spielte sie eine kleine Rolle. 2002 war sie in Derailed – Terror im Zug zu sehen.

## Filmografie
- 1993: Randy räumt auf (Remote)
- 1994: The Road Home (Fernsehserie, alle Folgen)
- 1994: Das Leben und Ich (Boy Meets World, Fernsehserie, Folge 2x05 The Uninvited)
- 1994: New York Cops – NYPD Blue (NYPD Blue, Fernsehserie, Folge 2x05 Simone Says)
- 1995: Secrets (Fernsehfilm)
- 1995–1998: Dr. Quinn – Ärztin aus Leidenschaft (Dr. Quinn, Medicine Woman, Fernsehserie, 87 Folgen)
- 1997: Baywatch – Die Rettungsschwimmer von Malibu (Baywatch, Fernsehserie, Folge 7x17 Rendezvous)
- 1998: Frühstück mit Einstein (Breakfast with Einstein, Fernsehfilm)
- 1998: Sucht nach Liebe (Someone to Love Me, Fernsehfilm)
- 1998: Kids & Company: Kinder haften für ihre Eltern (Young Hearts Unlimited, Fernsehfilm)
- 1999: Lethal Vows – Bis dass der Tod uns scheidet (Lethal Vows, Fernsehfilm)
- 2001: Dr. Quinn, Medicine Woman: The Heart Within (Fernsehfilm)
- 2001: Joyride – Spritztour (Joy Ride)
- 2002: Derailed – Terror im Zug (Derailed)
- 2004: 50 erste Dates (50 First Dates)
- 2011: Striker